# Queensferry (circonscription du Parlement d'Écosse)
Queensferry (maintenant appelé South Queensferry) dans le Linlithgowshire était un Burgh royal qui a élu un Commissaire au Parlement d'Écosse et à la Convention des États.
Après les Actes d'Union de 1707, Queensferry, Culross, Dunfermline, Inverkeithing et Stirling ont formé le district de Stirling, envoyant un membre à la Chambre des communes de Grande-Bretagne.

## Liste des commissaires de burgh
- 1661-63, 1665 convention, 1667 convention, 1669–74, 1678 convention: Archibald Wilson, bailli [1]
- 1685-86: John Rule, bailli [2]
- 1689 (convention), 1689–1701, 1702–04: Sir William Hamilton de Whytelaw, sénateur (mort vers 1704)[3]
- 1705-07: Sir James Stewart de Goodtrees[4]